# فرانسيس (لاعب كريكت)
فرانسيس (1790 بإنجلترا في المملكة المتحدة - ) (بالإنجليزية: Frances)‏ هو لاعب كريكت بريطاني. لعب مع نادي مارليبون للكريكت ‏.